# Natação nos Jogos Olímpicos de Verão da Juventude de 2014 - 800 m livres Moças
As provas de natação' dos' 800 m livres de moças nos Jogos Olímpicos de Verão da Juventude de 2014 decorreram a 19 de Agosto de 2014 no natatório do Centro Olímpico de Desportos de Nanquim em Nanquim, China. O Ouro foi conquistado pela espanhola Jimena Perez Blanco, Vien Nguyen Thi Ahn do Vietname foi Prata e a mexicana Ayumi Alba ganhou o Bronze.

## Medalhistas
| Ouro   | ESP Jimena Perez Blanco |
| Prata  | VIE Vien Nguyen Thi Ahn |
| Bronze | MEX Ayumi Alba          |

## Resultados da final
| Pos.              | Linha | Nadadora                | Tempo total | Diferença |
| ----------------- | ----- | ----------------------- | ----------- | --------- |
| Medalha de ouro   | 4     | ESP Jimena Perez Blanco | 8:36.95     |           |
| Medalha de prata  | 5     | VIE Vien Nguyen Thi Ahn | 8:41.13     | +4.18     |
| Medalha de bronze | 6     | MEX Ayumi Alba          | 8:41.53     | +4.58     |
| 4                 | 8     | BRA Bruna Primati       | 8:42.80     | +5.85     |
| 5                 | 2     | GER Patricia Wartenberg | 8:44.61     | +7.66     |
| 6                 | 3     | HUN Melinda Novoszath   | 8:44.61     | +7.66     |
| 7                 | 7     | LUX Monique Olivier     | 8:47.71     | +10.76    |
| 8                 | 1     | RSA Mihcelle Weber      | 9:00.16     | +23.21    |